# Дингьюйёкюдль
Дингьюйёкюдль (устар. Дингьюфьёдль; исл. Dyngjujökull) — выводной ледник Ватнайёкюдля в сисле Сюдюр-Тингейар, Нордюрланд-Эйстра, Исландия.
Ледник находится на Исландском плато между вулканом Баурдарбунга, лавовым полем Холюхрёйн и горами Кверкфьёдль. Тающая вода с ледника попадает в реку Йёкюльсау-ау-Фьёдлюм, вторую по протяжённости реку в Исландии.
Впадины, открытые учеными 6 сентября 2014 г. привели к предположению о том, что извержения могут происходить под поверхностью ледника. Это связано с сейсмической активностью в кальдере Баурдарбунга, крупной вулканической структуре, расположенной под ледником.